# Phare de Ponta de São Lourenço
Le phare de Ponta de São Lourenço est un phare situé sur l'îlot de Farol, une petite île à l'extrémité ouest de l'île de Madère (Archipel de Madère - Portugal). Il se trouve dans une zone protégée constituant la Réserve partielle de Ponta de São Lourenço gérée par le Parc naturel de Madère depuis 1982, sur la freguesia de Caniçal (municipalité de Machico).
Il est géré par l'autorité maritime nationale du Portugal à Oeiras (Grand Lisbonne) .

## Histoire
L'îlot de Farol se trouve en bout de Ponta de São Lourenço. Le projet de construction d'un phare sur Ponta de São Lourenço a été approuvé par décret du 10 septembre 1866. Le projet initial a subi quelques modifications. Le phare se compose d'une tour octogonale en pierre de 10 m de haut, avec galerie et lanterne, adossée à un bâtiment annexe d'un seul étage. L'ensemble du bâtiment est en carrelage blanc et en pierre basaltique et le dôme de la lanterne est rouge.
Sa construction a eu lieu entre 1867 et 1870, et le phare est entré en service le 30 septembre 1870. Il a été équipé d'une lentille de Fresnel de second ordre avec une focale de 700 mm. La rotation du système était mue par un mécanisme d'horlogerie. Diverses rénovations furent entreprises. En 1956 le feu a été électrifié et a reçu une lampe à incandescence de 3 000 W. L'appareil optique a été remplacé, plus tard, par un modèle de troisième ordre avec une focale de 500 mm. En 1983, le phare a entièrement été automatisé avec un renouvellement du matériel qui a nécessité le transport de 10 tonnes de matériel par l'armée de l'air. En 2000, le système a été remplacé par un équipement moderne fonctionnant à l'énergie solaire.
Il est le plus ancien phare de Madère. L'îlot n'est accessible qu'en bateau et ne se visite pas.

Identifiant : ARLHS : MAD004 ; PT-624 - Amirauté : D2726 - NGA : 23740 .

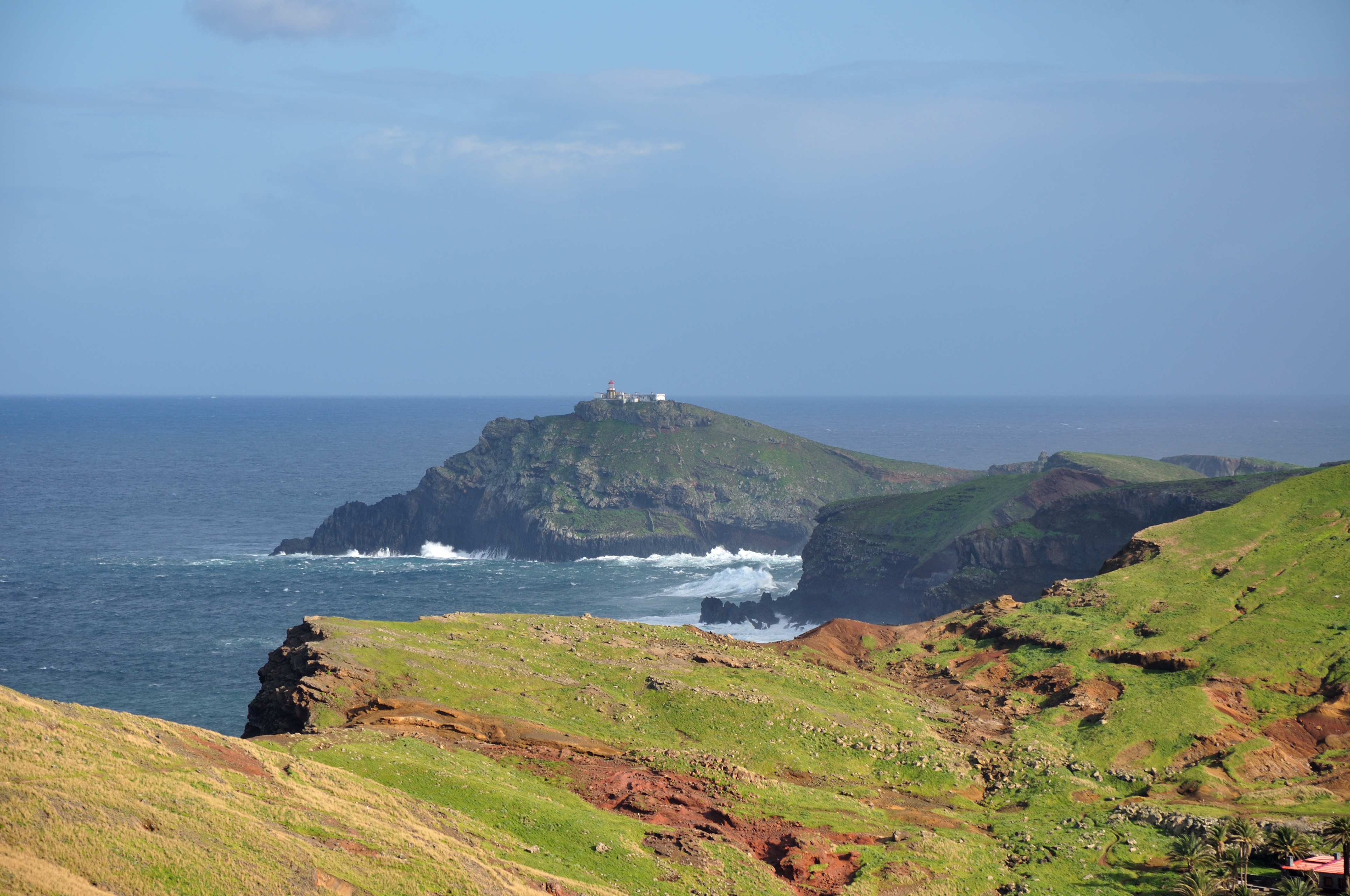
Îlot de Ferol
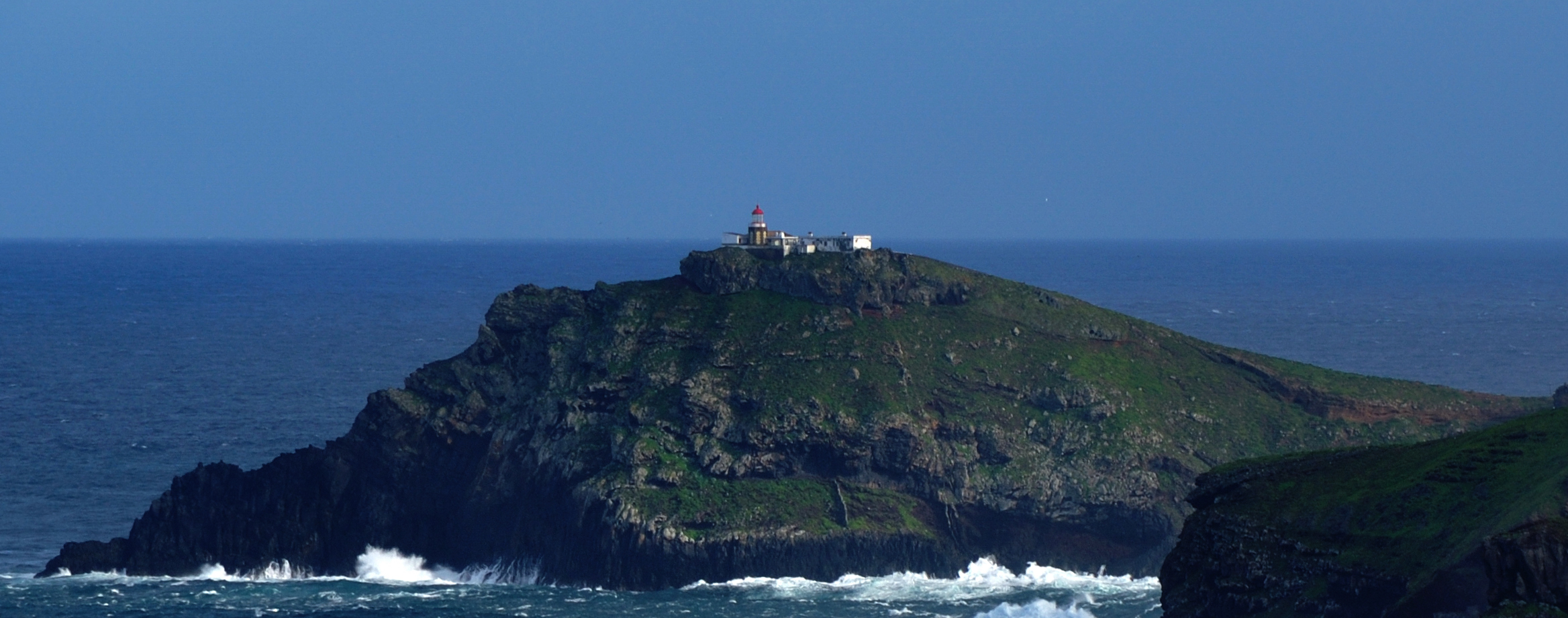
Le phare

### Lien connexe
- Liste des phares de Madère